# フアン・マヌエル・デ・ロサス

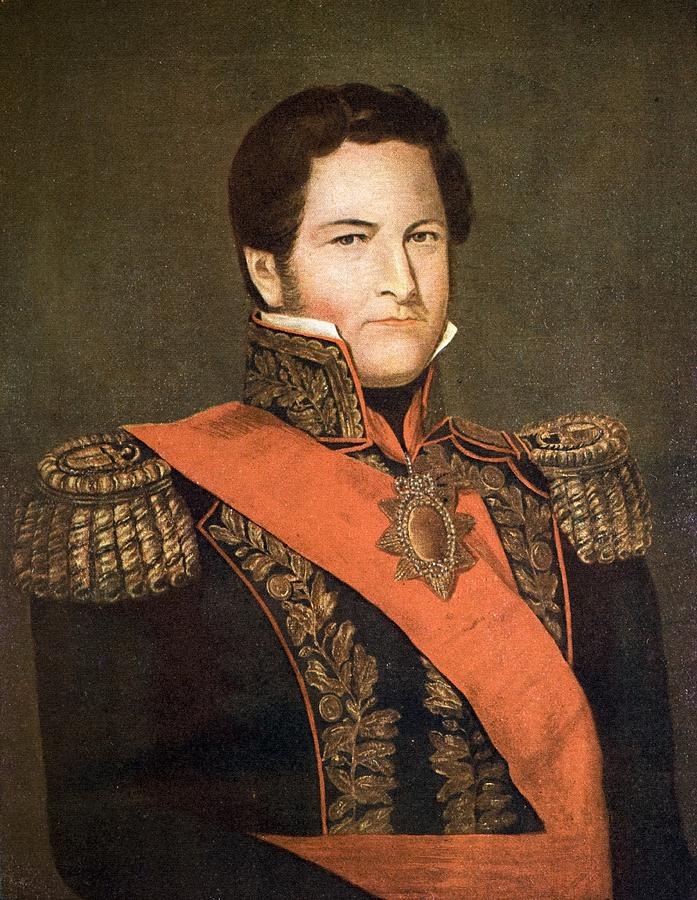
フアン・マヌエル・デ・ロサス

フアン・マヌエル・デ・ロサス （Juan Manuel de Rosas，1793年3月30日 - 1877年3月14日）は、アルゼンチンの政治家、軍人、カウディーリョ。同国史上、フアン・ペロンと並び評価の分かれる指導者である。
ブエノスアイレス出身。ロサス家は祖父の代にスペインのブルゴスから移住した家系であり、父は官僚でありながら、ブエノスアイレス南部の草原地帯で守備隊としてインディオとの戦いに従事した。ロサスの父は武勇に優れていたため、父の代には既にインディオからもロサスという姓は勇猛な人物として知られていた。ロサスはブエノスアイレス市内に生まれたが、幼少時に祖父の牧場で黒人の召使いを従えて乗馬や投げ縄を覚え、友好的なインディオから言葉を教わり、パンパに根付いていたアンダルシア風のギターを習得した。1806年にイギリス軍がブエノスアイレスに侵攻すると、少年でありながらロサスもポルテーニョ民兵隊に加わった。
成人してから事業を興し、牧場や肉の塩漬け処理場を一代で築いた財産家となり、その資産で私兵を雇ったり、貧しい人々に施しを与えた。ロサスは財産に加えてその容貌や嘘をつかない性格、州内一の「馬上の人」としての素質によりカリスマとなり、「青い眼のガウチョ」と呼ばれてガウチョや黒人といった底辺の人々からも尊敬されるようになった。
ブラジル戦争中に州権論の立場からベルナルディーノ・リバダビア大統領の中央集権的な首都令を批判することによって、連邦派（ブエノスアイレスの利権を取り上げようとする中央集権主義者に抵抗する保守派）の統領となり、1829年に統一派でいとこだったフアン・ラバージェを打倒してブエノスアイレス州知事となった。全土の混乱を鎮めるためにロサスは州知事として連邦派のリトラルや内陸部のカウディーリョと同盟を結び、統一派の中央集権同盟を打倒すると、アルゼンチンの内戦は小康状態に入った。
1832年に任期切れで州知事を退陣すると、私兵を率いて「荒野の征服作戦」と呼ばれる軍事行動を起こし、インディオをブエノスアイレス州の領域からほぼ追い出した。この時に約6,000人のインディオが殺害された。
1835年に州知事に返り咲き、17年間独裁政治を行い反対派や自由主義者を弾圧した。ロサスは保護貿易政策を巡る英仏やウルグアイとの戦争（大戦争）を乗り越え、1850年には英仏両国を撤退に追いやった。この時期にロサスはフランスのブローニュ＝シュル＝メールに亡命していたアルゼンチンの解放者ホセ・デ・サン・マルティンからサーベルを贈られている。しかし、1852年に、腹心だったフスト・ホセ・デ・ウルキーサが反乱を起こすと、ウルキーサにカセーロスの戦い（西: Batalla de Caseros）で敗れ、イギリス船に乗り込み、娘と共に亡命した。後の為政者とは違ってロサスは海外に資産を残さなかったため、サウサンプトンで困窮の内に死去した。
失脚後、自由主義者の政権により長らくロサスは「独裁王」、「暴君」、「南米のネロ」と呼ばれて独裁者の代表格として蛇蝎のように嫌われ、遺体は長らくアルゼンチンに入国することを拒まれてきた。しかし、1930年代のアルゼンチンにおける保守思想の復権の中で再評価の機運が生まれ、1982年のマルビナス戦争終結後にはアルゼンチン政府によって遺体は埋葬され、公式に再評価された。
現在のアルゼンチンではロサスの評価は二つに分かれる。一つは長らく公式の史観によって提示された、血に塗れた独裁者というものであり、もう一つは外国の干渉に耐えた偉大な愛国者といったものである。後者の立場は特に「ロシスモ」（Rosismo、ロサス主義）と呼ばれる。現行の20ペソ紙幣には、ロサスの肖像が使用されている。